# Beachland festival
Beachland Festival is een tweedaags (strand)dancefestival dat elk jaar in het eerste of tweede weekend van juli doorgaat in Blankenberge & Wenduine - De Haan aan de Belgische kust.
Het festival is gegroeid uit de Illusion @ the beachfeestjes die in Oostende doorgingen in de jaren 90 en 2000. Nadien werd het Illusion Beachland, en nu is het uitgegroeid tot een volwaardig festival met vijf podia.
Stijlen: Dance, House, Techno, Hardstyle, Harddance, Hard House, Retro House, Trance.

## Vaste hostingpartners
- Main Stage: Commerciële Dance, House
- Illusion: House, Trance, Retro
- This is 90's: Jaren 90
- Kick da Bass: Hardstyle, Hard house
- Magic: House, Dance, Trance